# Nikolaï Gritsenko
Ne doit pas être confondu avec Nicolas Gritsenko.
Nikolaï Olimpievitch Gritsenko (en russe : Николай Олимпиевич Гриценко), né le 24 juillet 1912 à Iassynouvata dans l'Empire russe et mort le 8 décembre 1979 à Moscou (Union soviétique), est un acteur soviétique et russe.

## Filmographie partielle
- 1942 : Machenka (Машенька) de Youli Raizman
- 1950 : Le Chevalier à l'étoile d'or (Кавалер Золотой Звезды) de Youli Raizman
- 1953 : La Destinée de Marina (Судьба Марины) de Viktor Ivtchenko et Isaak Shmaruk
- 1954 : Une grande famille (Большая семья) de Iossif Kheifitz
- 1954 : Allumette suédoise (Шведская спичка) de Konstantin Youdine
- 1955 : La Route (Дорога) de Aleksandr Stolper
- 1961 : Vent libre (Вольный ветер) de Leonid Trauberg et Andreï Toutychkine
- 1967 : Anna Karénine (Анна Каренина) de Alexandre Zarkhi
- 1969 : Adjudant de son Excellence (Адъютант его превосходительства) de Evgueni Tachkov
- 1969 : Le Bonheur familial (Семейное счастье) de Andreï Ladynine, Sergueï Soloviov et Alexandre Cheïn
- 1973 : La Terre de Sannikov (Земля Санникова) de Albert Mkrtchian
- 1973 : Dix-sept Moments de printemps (Семнадцать мгновений весны) de Tatiana Lioznova
- 1976 : Deux Capitaines (Два капитана) de Evgueni Karelov
- 1978 : Le Père Serge (Отец Сергий) de Igor Talankine

## Récompenses et nominations

### Récompenses
- 1964 : Artiste du peuple de l'URSS